# Международное научное садоводческое общество
Международное научное садоводческое общество (англ. International Society for Horticultural Science — ISHS) — ведущая независимая организация в области садоводства, имеет более 7000 членов, представляющих около 150 стран.
Цели и задачи ISHS:
- поощрение и развитие научных исследований и образования во всех отраслях садоводства;
- поощрение и развитие международного сотрудничества, объединений научных и технических специалистов с целью стимулирования и координирования научной деятельности в глобальном масштабе;
- содействия сотрудничеству и передаче знаний через свои симпозиумы и конгрессы, публикации и научные структуры[1].

Членство открыто для всех заинтересованных частных лиц, стран, регионов, организаций, обществ и институтов. 
Раз в четыре года организуется Международный садоводческий конгресс. В серии Scripta Horticulturae издано 8-е издание Международного кодекса номенклатуры культурных растений.